# David Opatoshu
David Opatoshu, rodným jménem David Opatovsky, (30. ledna 1918, New York – 30. dubna 1996, Los Angeles) byl americký filmový, televizní a divadelní herec. Jeho otec byl spisovatel Joseph Opatoshu.
Hereckou kariéru začal v jidiš divadle a v roce 1938 debutoval na Broadwayi. O rok později se poprvé objevil na filmovém plátně ve snímku The Light Ahead. V Hollywoodu debutoval v roce 1948 ve filmu Obnažené město a později se objevil například ve snímcích Bratři Karamazovi, Party Girl, Cimarron, Nejlepší nepřítel, Roztržená opona, Enter Laughing a Zprostředkovatel. Mezi jeho významné role se řadí postava odbojového vůdce Akivy ve filmu Exodus z roku 1960. V roce 1991 byl oceněn cenou Emmy za herecký výkon v televizním seriálu Gideonova polnice.